# Wouterenbrug
De Wouterenbrug verbindt sinds 1874 de Rijn- en Schiekade en Jan van Goyenkade in de Vreewijk van de Nederlandse stad Leiden. 

## Typering
Het is een liggerbrug met gietijzeren middenjuk en een houten dek. De maximale asbelasting is 5 ton, de rijwegbreedte is 3 meter.
De Wouterenbrug was oorspronkelijk een jaagbrug, wat nog te zien is aan de geleiderollen voor de trektouwen en de inkepingen in de brugleuning die door die trektouwen veroorzaakt zijn.

## Geschiedenis
In 1637 - 1638 werd een trekvaart gegraven vanaf de Wittepoort (Haagweg) tot aan de Vliet. Dit kwam ten goede aan de trekschuitverbindingen met Delft en Den Haag. In 1648 werd het Quakersbrugje (later Kwakersbrug) gebouwd. Dit is de voorloper van de huidige Wouterenbrug. Deze brug werd gebouwd over de Trekvliet bij de samenloop met de Vliet zodat jager en paard hier konden oversteken vanaf het jaagpad langs de Vliet (nu de Jan van Goyenkade).
In 1891 werd de Trekvliet verbreed en doorgetrokken naar de Rijn, het Galgewater. Hierdoor werd het mogelijk de grote scheepvaart buiten het centrum van Leiden te laten varen. Dit was de eerste gegraven Rijn en Schie verbinding waaraan de Rijn- en Schiekade haar naam dankt. Vermoedelijk dateert de Wouterenbrug dus ook van 1891, hoewel de Bruggen Database van de Nederlandse Bruggen Stichting als bouwjaar 1874 noemt.
De brug werd eind jaren zeventig voor autoverkeer gesloten, waarna er alleen nog voetgangers en (brom)fietsers overheen mochten. In 1997 werd de Wouterenbrug gerestaureerd, maar autoverkeer is nooit meer toegelaten.

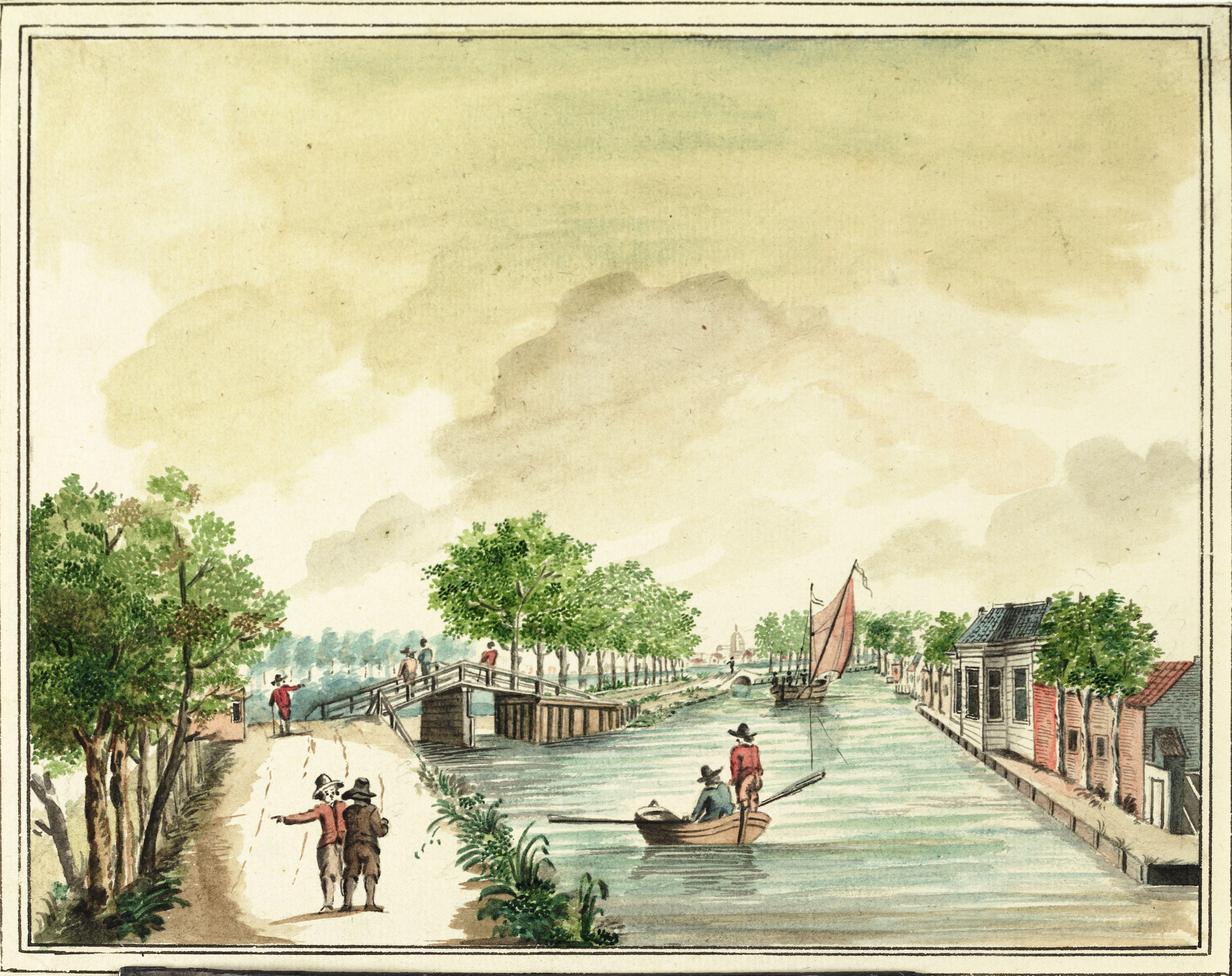
Wouterenbrug over de Trekvliet gezien van het Delftse Jaagpad met de Vliet en Jan van Goyenkade op de achtergrond (tekening Jacob Timmermans, 1788).

In de binnenstad:

Aeldisbrug ·
Alkemadebrug ·
Asschuurbrug ·
Blauwpoortsbrug ·
Blekersbrug ·
Bostelbrug ·
Catharinabrug ·
Derde Waardbrug ·
Doelenbrug ·
Doelengrachtsbrug ·
Doelenpoortsbrug ·
Dullebrug ·
Franciskanerbrug ·
Gansoordbrug ·
Gepekte Brug ·
Groenebrug ·
Groenhazenbrug ·
Grofsmederijbrug ·
Grote Havenbrug ·
Hapynionbrug ·
Helarbrug ·
Herenbrug ·
Herenpoortsbrug ·
Hogewoerdsbrug ·
Hoogeveensbrug ·
Huigbrug ·
Hulpwerfbrug ·
Jan van Houtbrug ·
Jan Vossenbrug ·
Karnemelksbrug ·
Katoenbrug ·
Kazernebrug ·
Kerkbrug ·
Kerkpleinbrug ·
Kippenbrug ·
Kleine Havenbrug ·
Kleine Paterbrug ·
Koepoortsbrug ·
Koornbrug ·
Koningsbrug ·
Kraaierbrug ·
Laatste Brug ·
Lijsbethbrug ·
Looiersbrug ·
Lourisbrug ·
Loviumbrug ·
Marebrug ·
Marepoortsbrug ·
Mecklenburgerbrug ·
Minnebroersbrug ·
Molensteegbrug ·
Morspoortbrug ·
Nassaubrug ·
Neksluisbrug ·
Nieuwsteegbrug ·
Nonnenbrug ·
Noordeindsbrug ·
Noord-Kijfbrug ·
Oranjebrug ·
Paterbrug ·
Pauwbrug ·
Poppebrug ·
Rembrandtbrug ·
Reuvensbrug ·
Rijnbrug ·
Rijnsburgerbrug ·
Scheluwbrug ·
Singelbrug ·
Sint Jansbrug ·
Sint Jeroensbrug ·
Sint Sebastiaansbrug ·
Stadsmolensluis ·
Tapijtkloppersbrug ·
Trekvaartbrug ·
Turfmarktsbrug ·
Tweede Waardbrug ·
Utrechtse Brug ·
Valkbrug ·
Van Disselbrug ·
Verversbrug ·
Vierde Waardbrug ·
Visbrug ·
Vlietbrug ·
Vreewijkbrug ·
Warmonderbrug ·
Weverbrug · 
Wijnbrug ·
Wisenniabrug ·
Wittepoortsbrug ·
Zijlpoortsbrug ·
Zuid-Kijfbrug ·
Zuidsingelbrug
Overige bruggen:

Groenhovenbrug ·
Haagbrug ·
Haagsche Schouwbrug ·
Hoflandbrug ·
Hooghkamerbrug ·
Jaagbrug ·
Jan van Goyenbrug ·
Julius Caesarbrug ·
Kanaalbrug · 
Lammebrug ·
Oud-Hortuszichtbrug ·
Trekvlietbrug ·
Schrijversbrug ·
Spanjaardsbrug ·
Spoorbrug RSK ·
Spoorbrug De Vink ·
Staatsspoorbrug ·
Stevensbrug ·
Stevenshofbrug ·
Sumatrabrug ·
Waddingerbrug ·
Wilhelminabrug ·
Wouterenbrug ·
Zijlbrug